# طرخشقون قيثاري
طرخشقون قيثاري (الاسم العلمي:Taraxacum lyratum) هو نوع من النباتات يتبع جنس الطرخشقون من الفصيلة النجمية.